# Maria, de kristnas hjälp

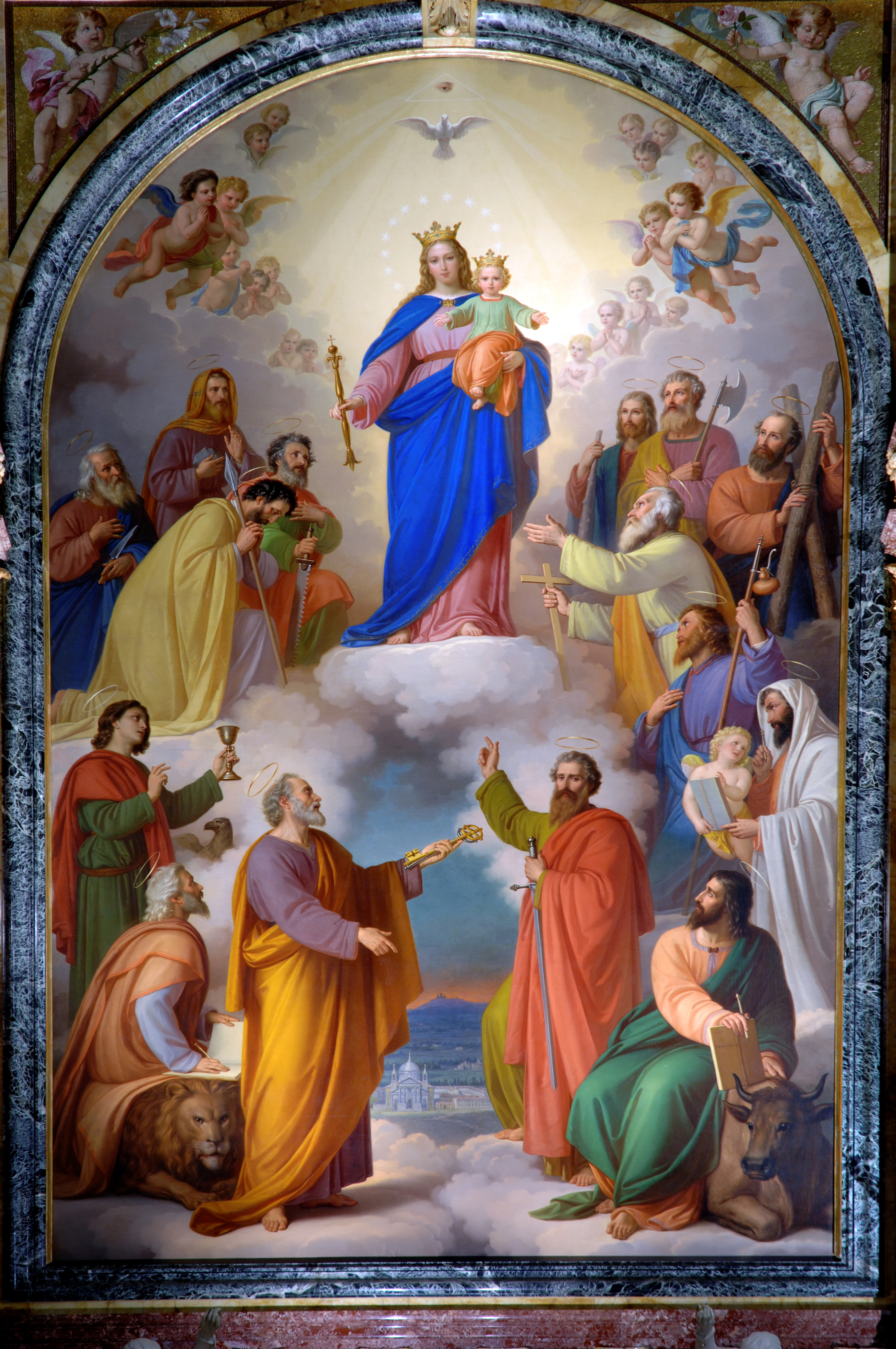
Maria, de kristnas hjälp. Santuario di Maria Ausiliatrice i Turin.

Maria, de kristnas hjälp (latin: Sancta Maria Auxilium Christianorum) är en titel på Jungfru Maria i Katolska kyrkan och en festdag för henne i den aspekten, den 24 maj; dagen finns inte med i det officiella kalendariet. Första omnämnandet av Jungfru Maria med denna titel återfinns hos Johannes Chrysostomos år 345. Seden var särskilt utbredd under påve Pius V:s pontifikat (1566–1572), under striden mot osmanska imperiet, och upptogs och spreds på 1800-talet av Giovanni Bosco och salesianerna. 
Festdagen har firats av Servitorden sedan 1600-talet, men titeln härrör från kyrkofäderna som hade två titlar på Jungfru Maria: θεοτοκος Theotokos (gudaföderska) och Βοετεια Boeteia (hjälparen). Titeln fortsatte därefter att brukas. År 1576 publicerades Loretolitanian som innehåller invokationen Auxilium Christianorum. Romerska breviariet anger att Pius V infogade invokationen efter slaget vid Lepanto den 7 oktober 1571. Festdagen Maria, de kristnas hjälp instiftades av påve Pius VII för att tacka för att han frisläppts efter fångenskap hos Napoleon Bonaparte. Salesianerna kallar ofta kyrkor och inrättningar Maria, de kristnas hjälp.